# (1874) Kacivelia
(1874) Kacivelia (A924 RC) – planetoida z pasa głównego asteroid okrążająca Słońce w ciągu 5,61 lat w średniej odległości 3,16 j.a. Odkryta 5 września 1924 roku.